# Theo-Ben Gurirab
Theo-Ben Gurirab (Usakos, 23 de enero de 1938-Windhoek, 14 de julio de 2018) fue un político namibio. Fue ministro de asuntos exteriores, primer ministro y presidente de la Asamblea Nacional de Namibia.
Entre 1999 y 2000 fue presidente de la Asamblea General de las Naciones Unidas. La Biblioteca Dag Hammarskjöld lo considera como uno de los padres fundadores de la República de Namibia.

## Biografía

### Primeros años y educación
Nació el 23 de enero de 1938 en Usakos, en la región de Erongo. En 1960 obtuvo un diploma de enseñanza del Augustineum Training College en Okahandja, y en 1964, mientras se encontraba en el exilio en los Estados Unidos, se graduó en ciencias políticas en la Universidad del Temple en Pennsylvania.

### Carrera política
Estuvo en el exilio desde 1962 hasta 1989. Huyó primero a Tanganica, donde ganó una beca de estudios de las Naciones Unidas y se mudó a los Estados Unidos. Fue representante asociado de la misión de la Organización del Pueblo de África del Sudoeste (SWAPO) en las Naciones Unidas y en los Estados Unidos de 1964 a 1972, luego fue jefe de la misión de la SWAPO en las Naciones Unidas de 1972 a 1986. Posteriormente fue Secretario de Relaciones Exteriores de la SWAPO de 1986 a 1990.
Fue miembro por SWAPO de la Asamblea Constituyente que se estableció entre noviembre de 1989 y marzo de 1990, inmediatamente antes de la independencia, y el "redactor clave" de la Constitución de Namibia. De 1990 a 2015, fue miembro de la Asamblea Nacional y también se desempeñó en el comité central y el politburó de SWAPO. Fue ministro de asuntos exteriores desde la independencia del país en 1990 hasta que fue nombrado primer ministro por el presidente Sam Nujoma el 27 de agosto de 2002, en reemplazo de Hage Geingob.
Mientras se desempeñaba como ministro de asuntos exteriores, fue elegido presidente de la Asamblea General de las Naciones Unidas el 14 de septiembre de 1999, ocupando ese cargo hasta septiembre de 2000. Entre sus actividades en la ONU, presidió las negociaciones que llevaron a la reintegración de Walvis Bay en territorio de Namibia, en cumplimiento de la resolución 432 del Consejo de Seguridad.
Tras las elecciones de 2004, fue elegido presidente de la Asamblea Nacional al comienzo de la nueva legislatura el 20 de marzo de 2005.
Recibió el sexto número más alto de votos, 377, en la elección al Comité Central de SWAPO en el congreso del partido en agosto de 2002. Nuevamente, fue uno de los candidatos con mayor votos en la elección al Comité Central en el congreso de SWAPO en noviembre de 2007.
Desde 2008 hasta 2011, fue el presidente de la Unión Interparlamentaria (UIP).
Fue reelegido para la Asamblea Nacional en las elecciones parlamentarias de noviembre de 2009, en las cuales SWAPO retuvo una gran mayoría de escaños. Cuando los diputados tomaron sus escaños para la nueva legislatura el 19 de marzo de 2010, reeligieron por unanimidad a Gurirab como presidente de la Asamblea Nacional.
A fines de agosto de 2014, cuando SWAPO eligió su lista de candidatos parlamentarios para las elecciones generales de noviembre de 2014, Gurirab no estaba en la lista. Cuando la Asamblea Nacional comenzó a reunirse para su nuevo mandato el 20 de marzo de 2015, Gurirab fue sucedido como Presidente por Peter Katjavivi.

### Fallecimiento
Falleció en un hospital de Windhoek el 14 de julio de 2018.